# 大阪市電港車庫
大阪市電港車庫（おおさかしでん みなとしゃこ）は、かつて大阪府大阪市港区田中3丁目にあった大阪市電の車庫。

## 概要
戦後初の大阪市電の新設車庫として、1954年（昭和29年）7月に当時の大阪市港区夕凪町3丁目（現在の大阪市港区田中3丁目）に開設された。
1961年（昭和36年）、大阪市営地下鉄4号線（現在のOsaka Metro中央線）の大阪港・弁天町間（全線、高架）の建設に伴う大阪市営地下鉄港検車場（朝潮橋駅に隣接、現在廃止）の建設のために敷地の一部が転用され、規模が縮小された。
1968年（昭和43年）5月1日、築港線（花園橋・港車庫前間）の廃止に伴い廃止された。跡地は港車庫より転用された市営地下鉄港検車場の跡地と共に、民間マンション・商業施設・Metrosa朝潮橋 (元大阪市官舎)・回転寿司店　に利用されている。